# (37599) 1992 EH18
1992 إي إتش 18 (ويعرف أيضًا باسم (37599) 1992 إي إتش 18 وفق تسمية الكوكب الصغير) (بالإنجليزية: 1992 EH18)‏؛ هو كويكب ضمن حزام الكويكبات.
اكتُشف هذا الجُرم الفلكي بواسطة مسح أوبسالا-إسو للكويكبات والمذنبات ‏ في 3 مارس 1992، وترتيبه 37599 من حيث الاكتشاف.

## الوصف
اكتُشف 375991992EH في 3 مارس 1992 في مرصد لاسيلا، الواقع في صحراء أتاكاما، إقليم كوكيمبو في تشيلي، بواسطة مشروع مسح أوبسالا-إسو للكويكبات والمذنبات ‏ (بالإنجليزية: Uppsala–ESO Survey of Asteroids and Comets)‏ UESAC. وقد رصد المشروع 1,802 مشاهدة للكويكب إلى غاية 5 فبراير 2022 بتوقيت منطقة المحيط الهادئ، أي في مدة قدرها 10,945 يومًا (30.0 عام). تستغرق الفترة المدارية للكويكب 1,780 يومًا (4.9 عام).

## الخصائص المدارية
يتميز مدار هذا الكويكب بنصف محور رئيسي يبلغ 2.88 وحدة فلكية، وحضيض قدره 2.55 وحدة فلكية، وانحراف قدره 0.113 وزاوية ميلان 8.46 درجة بالنسبة لمسار الشمس. بسبب هذه الخصائص، أي نصف المحور الرئيسي بين 2 و3.2 وحدة فلكية وحضيض أكبر من 1,666 وحدة فلكية، يُصنف هذا الجُرم الفلكي وفقًا لقاعدة بيانات مختبر الدفع النفاث لأجرام النظام الشمسي الصغيرة كائنًا من حزام الكويكبات الرئيسي.

## الخصائص الفيزيائية
يُقدر القدر المطلق (H) لـ375991992EH بـ13.98 ووضاءته بـ0.043، مما يمكِّن تقدير قطره بـ 10.667كم. استُخلصت هذه النتائج بفضل ملاحظات مستكشف الأشعة تحت الحمراء عريض المجال (WISE)، وهو مرصد فضائي أمريكي وُضع في المدار في عام 2009 ويراقب السماء بأكملها بالأشعة تحت الحمراء، في عام 2011، نُشرت النتائج الأولى المتعلقة بالكويكبات من الحزام الرئيسي.

## وصلات خارجية
- (37599) 1992 EH18 في قاعدة بيانات مختبر الدفع النفاث لأجرام النظام الشمسي الصغيرة

- الاكتشاف · مخطط المدار ·  العناصر المدارية · المعلمات المادية

- (37599) 1992 EH18 على موقع ويكي سكاي: DSS2, SDSS, GALEX, IRAS, Hydrogen α, X-Ray, Astrophoto, Sky Map, Articles and images